# Pabaungan Hilir
Pabaungan Hilir – wieś (desa) w kecamatanie Candi Laras Selatan, w kabupatenie Tapin w prowincji Borneo Południowe w Indonezji.
Miejscowość ta leży w środkowo-północno części kecamatanu.